# Huy-Neinstedt
Huy-Neinstedt ist ein Ortsteil der gleichnamigen Ortschaft der Einheitsgemeinde Huy im Landkreis Harz in Sachsen-Anhalt, (Deutschland).

## Geografie
Der Ort liegt im Harzvorland nördlich vor Halberstadt und 50 km westlich von Magdeburg. Durch den Ort führt die Landesstraße 84.
Die Ortschaft Huy-Neinstedt bildet sich durch die Ortsteile Huy-Neinstedt und Wilhelmshall, sowie den Wohnplätzen Forthaus und Kuckucksmühle.

## Geschichte
Im Jahre 1083 schenkte der Halberstädter Bischof Burchard I. Burg und Ortschaft Huysburg dem neuen Benediktinerkloster Huysburg. Dadurch waren die bisherigen Bewohner gezwungen, ihre Wohnungen zu verlassen und sich in der Umgebung niederzulassen. Einige der verdrängten Familien wählten die nördliche Schlucht des Huywaldes und nannten diese ihre "neue" Stätte, Neinstedt am Huy.
Bis 1991 lebte der ehemalige Musikdirektor und Komponist des Halberstädter Theaters Hans Auenmüller in Huy-Neinstedt. Nach seinem Tod wurde er auf dem Huy-Neinstedter Friedhof beigesetzt, wo noch heute sein Grab zu sehen ist.
Am 1. April 2002 bildete die Gemeinde Huy-Neinstedt zusammen mit den anderen zehn Gemeinden der aufgelösten Verwaltungsgemeinschaft Huy die neue Gemeinde Huy.

## Politik

### Ortschaftsrat
Als Ortschaft der Einheitsgemeinde Huy übernimmt ein so genannter Ortschaftsrat die Wahrnehmung der speziellen Interessen des Ortes innerhalb bzw. gegenüber den Gemeindegremien. Er wird aus fünf Mitgliedern gebildet.

### Bürgermeister
Als weiteres ortsgebundenes Organ fungiert der Ortsbürgermeister, dieses Amt wird zurzeit von Martin Bergmann wahrgenommen.

### Wappen
| | Blasonierung: „Gespalten von Silber und Rot; belegt mit einem grünen Kleeblatt.“ |
| Wappenbegründung: Die Farben des Ortes sind Weiß (Silber) - Rot. Der vorliegende Entwurf ist die heraldisch-grafische Überarbeitung einer jahrzehntelang gebräuchlichen, nicht bestätigten Wappendarstellung. Die Schildspaltung von Silber und Rot symbolisiert die Zugehörigkeit zum Bistum Halberstadt. Das grüne Kleeblatt deutet auf die fruchtbaren Weideflächen der Huy- und Vorharzlandschaft, die Trinität seiner Blätter bedeutet Gesundheit der Erde, der Luft und des Wassers der Gemeindegemarkung. Das Wappen wurde von der Heraldikerin Erika Fiedler aus Magdeburg gestaltet und am 12. Juli 1995 durch das Regierungspräsidium Magdeburg genehmigt. |                                                                                  |